# El talismán prodigioso
El talismán prodigioso és una sarsuela en un acte, dividit en 5 quadres, en vers, amb llibret de Sinesio Delgado i música d'Amadeu Vives, estrenada al Teatro Apolo de Madrid, el 6 de novembre de 1908. A Barcelona va veure la llum per primera vegada, el 28 de novembre del mateix any, al Teatre Granvia.